# Fleur Gräper

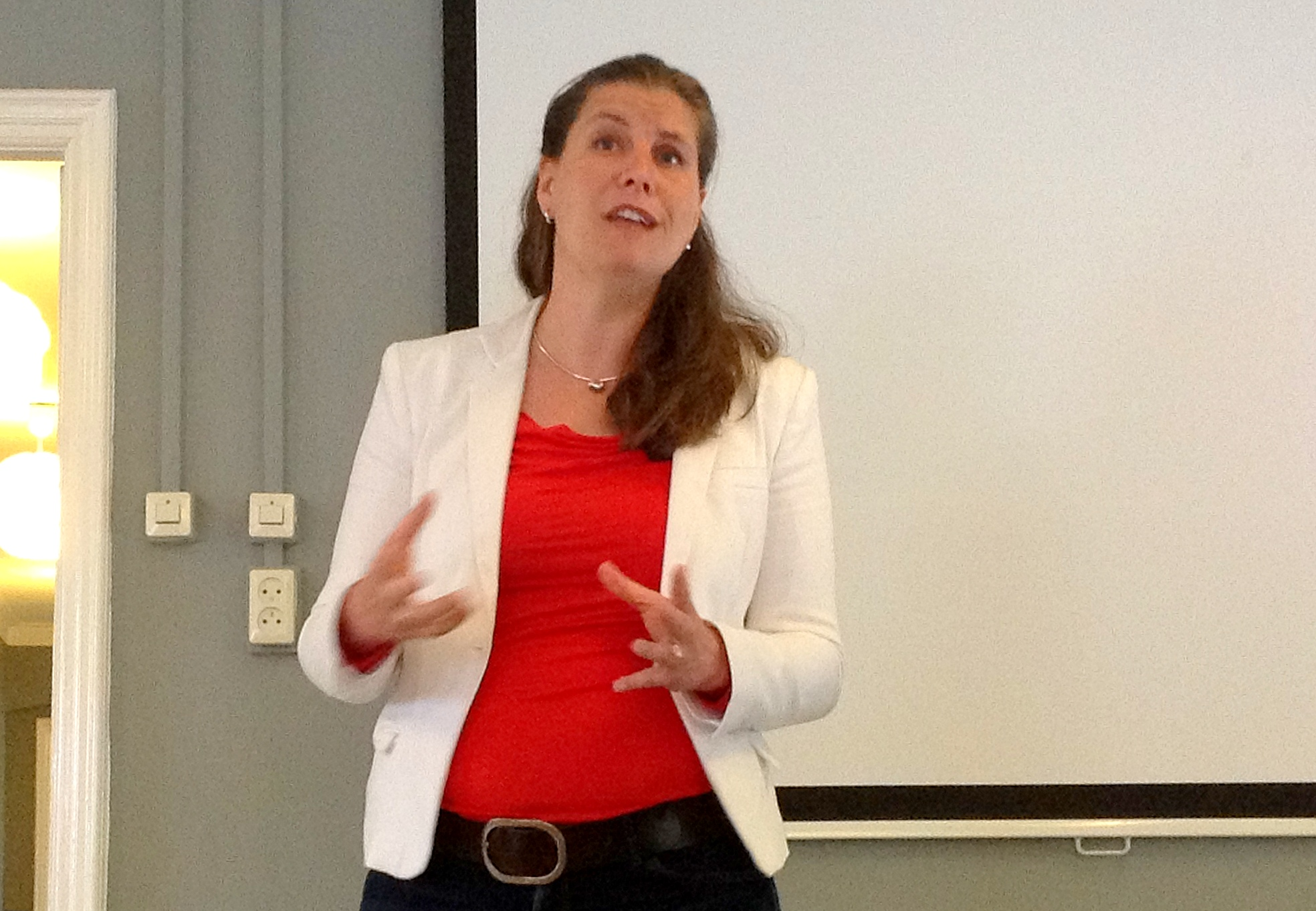
Fleur Gräper (2013)

Fleur Quirine Gräper-van Koolwijk (* 23. Dezember 1974 in Leiden) ist eine niederländische Politikerin der Democraten 66.

## Leben
Fleur Gräper besuchte von 1987 bis 1993 das Rijnlands Lyceum in Oegstgeest und studierte von 1993 bis 1998 Geschichte an der Reichsuniversität Groningen. Von 1996 bis 1997 war sie als Austauschstudentin am College in Charleston (South Carolina).
Gräper trat 1997 in die Partei Democraten 66 (D66) ein. Sie war vom 8. Juli 1999 bis zum 6. Juli 2005 und ist seit dem 29. April 2015 erneut Mitglied der Gedeputeerde Staten der Provinz Groningen. Am 9. März 2013 wurde sie als Nachfolgerin von Ingrid van Engelshoven zur Parteivorsitzenden der D66 gewählt. Im April 2015 gab sie ihren Rücktritt vom Parteivorsitz bekannt. Im September 2015 folgte ihr Letty Demmers in diesem Amt.
Von Januar bis Juli 2024 war Gräper im Kabinett Rutte IV Staatssekretärin im Kultusministerium.